# 岸雅夫
岸 雅夫（ぎし　まさお、1916年〈大正5年〉6月9日 - 没年不詳）は、日本の撮影技師。
本名・田中英一。田中聖峰の名前でも活動した。兄はエトナ映画社社長・田中伊助。

## 撮影作品リスト
- 平将門討伐絵巻（1932年、合同映画）
- 霧隠忍術旅（1935年、エトナ映画社）
- 義人長七郎（1935年、エトナ映画社）
- 軍国の女神（1937年、全勝キネマ）